# 5718 Roykerr
Az 5718 Roykerr (ideiglenes jelöléssel (5718) 1983 PB) a Naprendszer kisbolygóövében található aszteroida. Gilmore és Kilmartin fedezte fel 1983. augusztus 4-én.